# Buste de Ludwig van Beethoven par Antoine Bourdelle
Pour les articles homonymes, voir Beethoven (homonymie).
 (novembre 2024).
Le sculpteur Antoine Bourdelle créa au cours de sa carrière quatre-vingts sculptures du compositeur Ludwig van Beethoven.

## Origine de la sculpture
Antoine Bourdelle, « obsédé » par Ludwig van Beethoven, consacra 80 sculptures et une vingtaine de dessins au musicien,. À la fin de sa vie Antoine Bourdelle indiquera : « Nous sommes deux lutteurs qui ne se sont jamais séparés. Nos mains peuvent se serrer ».

## À voir